# Münster-Mitte
Münster-Mitte ist der zentrale und einwohnerstärkste Stadtbezirk der kreisfreien Stadt Münster in Nordrhein-Westfalen (Bundesrepublik Deutschland). Er umfasst den Kernbereich der Stadt. Die Einwohnerzahl (wohnberechtigte Bevölkerung) beträgt 128.863 Einwohner. Die Gesamtfläche von 23,95 km² wird in vier Teilbereiche untergliedert, die Münsters Altstadt und einen großen Teil des geschlossenen Stadtgebietes von Münster umfassen.

## Geografie
Münster-Mitte wird im Osten auf ganzer Länge vom Dortmund-Ems-Kanal von den Stadtbezirken Ost und Südost abgegrenzt. Im Süden verläuft die Grenze gegenüber Berg Fidel (Bezirk Hiltrup) entlang der Bahntrasse nach Dortmund. Im Westen begrenzen das Aatal, der Stadtring und die Steinfurter Straße Münster-Mitte zum Stadtbezirk West hin. Die Grenze zu Kinderhaus und Coerde im Stadtbezirk Nord verläuft auf der Trasse der ehemals geplanten Nordtangente bis zum Kanal.
Münster-Mitte wird zum einen durch die Promenade eingeteilt, die die Altstadt vom Rest der Innenstadt abgrenzt und zum anderen durch die Ringstraße, die ab Beginn des 20. Jahrhunderts projektiert wurde.
Entsprechend dieser Abgrenzungen wird Mitte von der Stadt Münster in 4 Teilbereiche gegliedert: Das Innere der Promenade, das Innere des Stadtrings und Stadtgebiete nördlich und südlich davon.
| Teilbereich        | Fläche    |
| ------------------ | --------- |
| Altstadt (1)       | 1,19 km²  |
| Innenstadtring (2) | 6,35 km²  |
| Mitte-Süd (3)      | 6,10 km²  |
| Mitte-Nordost (4)  | 10,27 km² |

In der Altstadt liegen rund um das Domviertel die historischen Altstadtviertel Überwasser, Aegedii, Martini und das Kuhviertel. Außerhalb der Promenade, aber noch innerhalb des Rings liegen im Uhrzeigersinn von Norden: Das Kreuzviertel, das Schlachthofviertel, das Erphoviertel, das Mauritzviertel, das Hansaviertel, das Bahnhofsviertel, das Südviertel, Pluggendorf, das Schlossviertel und das Neutorviertel. Nördlich und östlich davon schließen Uppenberg, Rumphorst mit dem Zentrum Nord, Mauritz-Mitte, das Herz-Jesu-Viertel und der Hafen an. Im Süden geht das Südviertel in das Geistviertel, die Aaseestadt und ganz im Süden in das Düesbergviertel über.

## Politik
Die Bezirksvertretung Mitte besteht aus 19 Mitgliedern, die alle 5 Jahre bei den Kommunalwahlen in Nordrhein-Westfalen neu gewählt werden. Ihre Aufgabe ist es, an der Gestaltung der Kommunalpolitik im Bereich des Stadtbezirks Mitte mitzuwirken. Die Bezirksvertretung wählt aus ihrem Kreis einen Bezirksbürgermeister und Stellvertreter.
Bei den Kommunalwahlen in Nordrhein-Westfalen 2020 gelang es den Grünen erstmals die stärkste Fraktion zu stellen. Bezirksbürgermeister ist Stephan Nonhoff. Stellvertreter stellen SPD und CDU. Die politischen Mehrheiten spiegeln die Koalition im Stadtrat: Auch in der BV Mitte besteht ein Bündnis zwischen Grünen, SPD und Volt.
Für die Wahl zum Stadtrat von Münster sind dem Bezirk Mitte die Kommunalwahlbezirke 1-13 zugewiesen. Bis auf den Wahlbezirk 13 (Düesberg), der an die CDU ging, waren die Grünen überall im Bezirk Mitte die stärkste Kraft. Dieser Trend setzte sich auch bei der Bundestagswahl 2021 fort, bei der die Grünen in Mitte auf 38,17 % (Zweitstimmen) kamen.
- Linke: 1
- SPD: 3
- Grüne: 8
- Volt: 1
- FDP: 1
- CDU: 5